# رجال من فلسطين (كتاب)

أكثر كتب عجاج نويهض انتشارا

كتاب رجال من فلسطين كما عرفتهُم من أشهر مؤلفات الكاتب والسياسي اللبناني عجاج نويهض وأكثرها تداولا فقد جمع فيه معلومات عن أهم الشخصيات الفلسطينية والمهتمين بالقضية الفلسطينية من بداية القرن العشرين وحتى عام 1948، ويعتبر أحد المراجع الأساسية لأعلام فلسطين.
جمعت بيان نويهض الحوت الكتاب وقدم له خالد فراج وماهر الشريف. يضم القسم الأول من الكتاب نبذة عن أكثر من مئتي فلسطيني او شخصيات عاشت في فلسطين من أصدقاء ومعارف عجاج نويهض من النخب السياسية والعلمية والأدبية والتربوية والاجتماعية والاقتصادية في النصف الأول من القرن العشرين.
افتُتحت قائمة التراجم بمعروف الرصافي، نخلة زريق، إسعاف النشاشيبي، داود الصيداوي، خليل طوطح، عبد الرحيم محمود، نوح إبراهيم، إسحاق البديري، أسعد الشقيري، سامي طه، إبراهيم أبو دية، بولس سعيد، شبلي الجمل، يعقوب الغصين، عبد السلام كمال، رافع الفاهوم، محمد يونس الحسيني، عبد الفتاح صالح ملحس، رشيد أبو خضرة، خليل بيدس، محمد نسيب البيطار، عبد اللطيف صلاح وغيرهم.
القسم الثاني ويضم واحد وعشرين شخصية فلسطينية:
موسى كاظم الحسيني، سعيد الكرمي ، عز الدين القسام، جورج انطونيوس، عبد القادر الحسيني، عبد القادر المظفر، فايز الحدّاد، راغب النشاشيبي، صبحي الخضراء، أحمد سامح الخالدي، رشيد الحاج إبراهيم، خليل السكاكيني، عادل جبر، وديع البستاني، توفيق أبو الهدى، سليمان التاجي الفاروقي، هاشم السبع، أحمد حلمي عبد الباقي، عوني عبد الهادي، عبد الحميد شومان، أمين الحسيني.